# Pogonocherus hispidulus
Pogonocherus hispidulus је врста инсекта из реда тврдокрилаца (Coleoptera) и породице стрижибуба (Cerambycidae). Сврстана је у потпородицу Lamiinae.

## Распрострањеност
Врста је распрострањена на подручју Европе, Русије, планини Кавказ и блиском Истоку. У Србији се среће ретко.

## Опис
Тело је црне боје. Горња страна тела прекривена је оскудним, усправним или уназад нагнутим длакама. На темену нема црне длачице, а на пронотуму нема средњи ожиљак. Са стране у средини је трн. Скутелум је црно томентиран, а дуж средине је бело томентирама пруга. На елитронима је постбазална врпца снежнобело томентирана, на бази је пљосната кврга без црног чуперка, унутрашње дорзално ребро има три црна чуперка. Врх шава елитрона истурен је у зубац. Дужина тела је од 4 до 7 mm.
*Не мешати са Pogonocherus hispidus.
- Покрилца - карактер за разликовање од Pogonocherus hispidus

## Биологија
Животни циклус траје две године. Ларве су полифагне и развијају се две године у сувим гранама најчешће лишћара, као и адулти који се могу сакупити трешењем грана. Одрасле јединке се срећу од априла до септембра.

## Синоними
- Cerambyx hispidulus Piller & Mitterpacher, 1783
- Eupogonocherus hispidulus (Piller & Mitterpacher) Villiers, 1978
- Pogonocherus bidentatus Thomson, 1866